# Wangunrejo (Turi)
Wangunrejo is een bestuurslaag in het regentschap Lamongan van de provincie Oost-Java, Indonesië. Wangunrejo telt 1401 inwoners (volkstelling 2010).